# Hněvčeves
Hněvčeves är en ort i Tjeckien. Den ligger i den centrala delen av landet, 100 km öster om huvudstaden Prag. Hněvčeves ligger 285 meter över havet och antalet invånare är 158.
Terrängen runt Hněvčeves är platt, och sluttar söderut.Runt Hněvčeves är det tätbefolkat, med 570 invånare per kvadratkilometer. Närmaste större samhälle är Hradec Králové, 14,3 km sydost om Hněvčeves. Trakten runt Hněvčeves består till största delen av jordbruksmark.